# 山鸡谷草
山鸡谷草（学名：Neohusnotia tonkinensis）为禾本科山鸡谷草属下的一个种。种加名 tonkinensis 意为越南“东京的”。